# Vantanea deniseae
Vantanea deniseae är en tvåhjärtbladig växtart som beskrevs av William Antônio Rodrigues. Vantanea deniseae ingår i släktet Vantanea och familjen Humiriaceae. Inga underarter finns listade i Catalogue of Life.